# Warhammer: Dark Omen
Warhammer: Dark Omen è un videogioco tattico in tempo reale basato su Warhammer Fantasy Battle.
Fu sviluppato da Mindscape, supervisionato da Games Workshop e pubblicato da Electronic Arts il 31 marzo 1998 su PC, e poi il 7 aprile dello stesso anno su PlayStation. È stato uno dei primissimi esempi di videogioco tattico in tempo reale a vedere la luce, e presenta una grafica tridimensionale con visuale isometrica.
Esso è giocabile in tre lingue: tedesco, francese ed inglese.